# 大岡敏孝
大岡 敏孝（おおおか としたか、1972年〈昭和47年〉4月16日 - ）は、日本の政治家、中小企業診断士。自由民主党所属の衆議院議員（5期）、衆議院内閣委員長。
自由民主党副幹事長、環境副大臣、財務大臣政務官、自由民主党政務調査会内閣部会副部会長、静岡県浜松市議会議員（1期）、静岡県議会議員（2期）を歴任した。

## 来歴

### 生い立ち
滋賀県甲賀郡（現・甲賀市）生まれ。現住所は大津市平津1丁目。ラ・サール中学校・高等学校（鹿児島）に進学した。高校卒業後は、早稲田大学政治経済学部経済学科に進学した。同大学を卒業後、1995年にスズキに入社した。国内の四輪営業部と海外の四輪営業部で勤務した。1998年、スズキを退社した。

### 地方議会議員
1999年、浜松市議会議員選挙に立候補し、初当選。
2003年、浜松市長選挙に立候補し、現職の北脇保之に敗れる。2005年、中小企業診断士の資格を取得した。
2007年、静岡県議会議員選挙に浜松市中区選挙区から無所属で立候補し、初当選。2010年、浜井卓男（第102代議長）、中澤通訓（第104代副議長）、堀江龍一（第108代副議長）らと「志士の会」を結成した。2011年、静岡県議会議員選挙に立候補し、再選を果たした。2012年5月9日、自由民主党会派に入る。同年6月7日、静岡県議会議員を辞職した。

### 衆議院議員

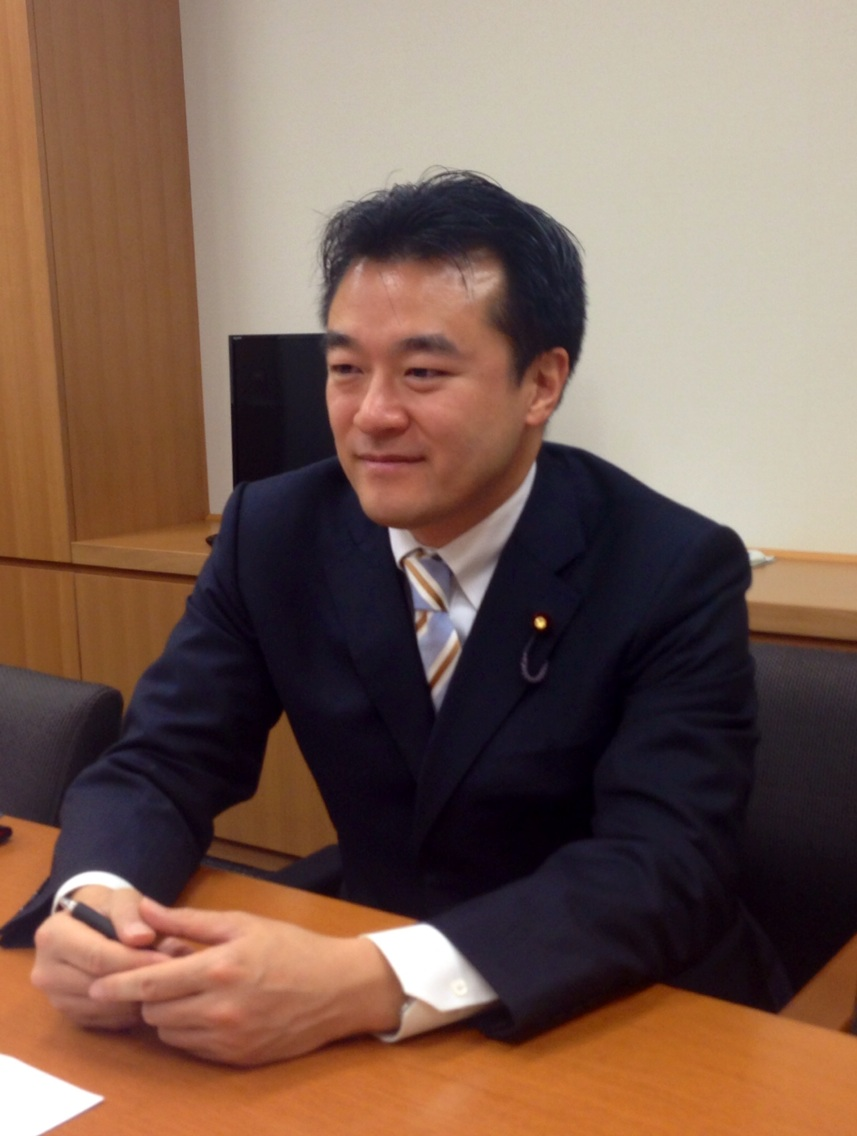
2014年の大岡

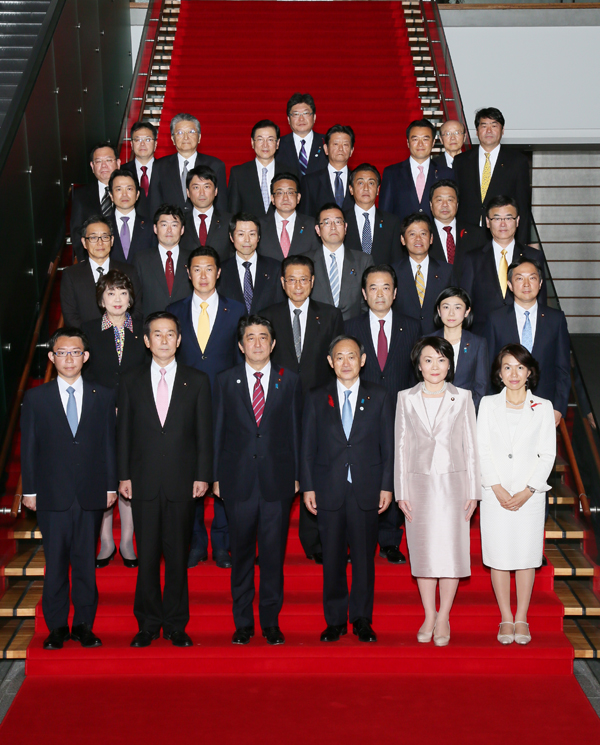
2015年、財務大臣政務官就任に際して公表された記念写真

2012年12月の第46回衆議院議員総選挙にて、滋賀1区に自民党から出馬し、民主党の川端達夫前総務大臣らを破り、初当選を果たした。2014年12月の第47回衆議院議員総選挙では滋賀1区より出馬し、再び川端を破り再選した。同年12月17日に当選証書を授与された。なお、川端は比例復活を果たしている。
2015年10月、第3次安倍第1次改造内閣で財務大臣政務官（主に衆議院、自民党の担当）に就任した。
2017年10月の第48回衆議院議員総選挙では滋賀1区より出馬し、前滋賀県知事の嘉田由紀子を約5000票の僅差で破り3度目の当選を果たした。なお同選挙は票差では僅差だったが票数で言えば自身の最多得票数であった。
2021年10月31日の第49回衆議院議員総選挙では、国民民主党公認の斎藤アレックスらを破り4選（斎藤は比例復活で当選）。
2024年10月27日の第50回衆議院議員総選挙では、日本維新の会公認の斎藤アレックスに敗れ比例復活で5選。同年11月28日、衆議院内閣委員長に就任。

## 人物

### 旧統一教会との関係
ジャーナリストの鈴木エイトが作成した「旧統一教会関連団体と関係があった現職国会議員168人」によれば、旧統一教会関連団体との関係について、2014年、自民党滋賀県第1選挙区支部が世界平和女性連合に懇親会費として15000円を支出していた。

### その他
滋賀１区選出の衆議院議員であるが、前職が浜松市に本社を置くスズキの従業員であった事、スズキ退職後も浜松市議会議員、浜松市中区選出の静岡県議会議員を務めていた為、現在でも資金面などで浜松の支援者らが大岡を支援している。
2018年12月31日午後2時25分ごろ、大津市赤尾町の市道で、運転する大型バイクが転倒し、左足首の骨を折る重傷を負った。滋賀県警大津署によると、現場は片側1車線の左カーブ、大岡は「ブレーキをかけたらスリップして転倒した」と話しているという。　

## 不祥事
政治資金規正法違反
大岡が支部長を務める自民党滋賀県第1選挙区支部が2012年6月、政治資金規正法が定める年間限度額750万円を超える1000万円の企業献金を静岡県浜松市の自動車部品製造会社から受けていたことが、2013年に外部からの指摘により発覚した。大岡は「重大な違反と受けとめている。すでに総務省などに報告しており、指示に従って適切に対応したい」と話した。
公職選挙法違反
2019年11月4日、大津市のホテルで会費一口1万円の政治資金パーティー「大岡敏孝を囲む会」を開いた。このパーティーに知事や県議ら62人を来賓として招待した。選挙区にある大津市内17学区の自治連合会長ら34人も含まれ、無料で酒や料理を提供し、飲食代相当の寄付をしたとされる。「パーティーの原価の3千円に見合う意見交換があれば問題ないと私が判断した」と大岡は釈明したが、選挙管理委員会は公職選挙法に抵触する恐れがあるとしている。同年12月20日、滋賀県内の有権者72人が、公選法違反の疑いで大岡に対する告発状を大津地方検察庁に提出した。
雇用調整助成金の受給問題
2021年11月30日、滋賀県選挙管理委員会が前年分の政治資金収支報告書を公表。これにより、大岡が代表を務める自民党滋賀県第1選挙区支部が2020年に雇用調整助成金（雇調金）を計30万3,799円受け取っていたことが明らかとなった。
同年12月10日朝、各紙が雇調金受給の件を報道。大岡は取材に対し、「正規の手続きを踏んで給付を受けている。問題ない」との認識を示し、東京都で外出自粛が要請されていた2020年3月下旬～4月上旬の約10日間、数人の私設秘書らを休ませ、雇調金を申請して受給したと説明した。厚生労働省によると、雇調金は事業主が労働者に支払う休業手当の一部を助成する制度。事業活動が縮小していたなどの条件を満たす全ての業種が対象となる。
同日午後5時、大岡は記者会見を開催。「私が事業主として（雇調金の受給申請を）判断した。秘書らの雇用と給与を維持するためで、不適切なことはないと考えている」と正当性を主張し、給付対象とした私設秘書4人と事務員1人は、自民党滋賀県第1選挙区支部の常勤者だと説明した。会見終了からほどなくして、「国民の皆さまの誤解を招きかねない」として返還する考えを示した。その後、大岡は12月13日の衆院予算委員会で、受給の経緯について「すべて私が雇用主、事業主として判断した」と説明し、「国民感情に照らして理解を得られるものではないと自省をしている」と陳謝した。

## 政策・主張
憲法
- 憲法改正に賛成[26][27][28]。改正すべき項目として「二院制」「緊急事態条項」「憲法改正の手続」を挙げる[28]。
- 憲法9条の改正に賛成[29]。
- 憲法を改正して一院制にすることに賛成[26]。関連して、参議院に対する衆議院の優越を強めるべきとする[27]。
- 自民党の憲法改正草案（2012年）は、作り直すべき[30]。

皇室制度
- 女性宮家の創設に反対[26]。

外交・安全保障
- 中国に対し、日本政府は強い態度で臨むべき[26]。
- 北朝鮮に対して対話よりも圧力を優先すべきという考えに、2012年のアンケートでは「どちらかと言えば賛成」[27]、2014年および2017年のアンケートでは「どちらとも言えない」[28][31] と回答。
- 日本が最も関係強化を図るべき国・地域は、「米国」「中国」「韓国」「ロシア」ではなく「東南アジアおよびインド」[32]。
- 防衛力の強化について、2012年および2014年のアンケートでは「どちらかと言えば賛成」[27][28]、2017年のアンケートでは「賛成」と回答[31]。
- 集団的自衛権の行使に賛成[26][27][32][33][34]。集団的自衛権の行使を認める閣議決定が行われたことを「どちらかと言えば評価する」[28]。
- 安全保障関連法案が成立したことを評価する[31]。
- 他国からの攻撃が予想される場合に先制攻撃することについて、2012年のアンケートでは「どちらかと言えば反対」[27]、2014年および2017年のアンケートでは「どちらかと言えば賛成」[28][31] と回答。
- 非核三原則を堅持すべきという考えに「どちらかと言えば賛成」[31]。
- 米軍基地の7割が集中する沖縄の負担軽減のために米軍基地を地元に引き受けてもいい[29]。
- 普天間飛行場の移設先は、名護市辺野古とすべき[26]。
- 日本の核武装について、将来にわたって検討すべきでない[26]。
- 日本の国連安保理常任理事国入りに賛成[27]。

税制
- 消費税の5年以内の引き上げについて、2012年のアンケートでは「どちらかと言えば賛成」と回答、予定通り2014年4月に8%、2015年10月に10％に引き上げることについても「賛成」とした[26]。2014年のアンケートでは、消費税率を2017年4月に10%に上げるべきとした[28]。安倍内閣が消費税率を10%に引き上げる時期を2019年まで先送りしたことについては「どちらとも言えない」と回答[31]。
  - 長期的には消費税10%超はやむを得ないとする（2012年および2014年のアンケートでの回答）[27][28]。2017年のアンケートでも、長期的に消費税率を10%よりも高くすることに「どちらかと言えば賛成」と回答[31]。
- 法人税率の引き下げに賛成[28]。
- 安倍内閣の経済政策全般（アベノミクス）を評価する[31]。

経済
- 環太平洋パートナーシップ協定 (TPP) への参加について、2012年のアンケートでは「どちらかと言えば反対」[27] および「反対」[26][32] と回答。
- 社会格差が広がり貧困や失業が起きるのは「社会の責任」ではなく「個人の責任」[32]。
- 社会的格差が多少あっても経済競争力の向上を優先すべきという考えに「どちらかと言えば賛成」[28]。「より平等重視の社会」ではなく「自由競争重視の社会」を目指す[32]。
- 貿易や投資の自由化よりも国内産業の保護をどちらかと言えば重視する[28]。
- 所得や資産の多い富裕層に対する課税を強化すべきという考えに、「どちらかと言えば賛成」[31]。

エネルギー政策
- 原子力発電所は、54基すべて維持するべき[35]。
- 原発の再稼働はやむを得ないという考えに「どちらかと言えば賛成」[27]。原子力規制委員会の審査に合格した原発は再稼働すべきという考えについて、2014年のアンケートでは「賛成」[28][34]、2017年のアンケートでは「どちらかと言えば賛成」[31] と回答。
- 将来も原子力発電は電力源のひとつとして保つべきという考えについて、2014年のアンケートでは「賛成」[28]、2017年のアンケートでは「どちらかと言えば賛成」[31] と回答。
- 原発の再稼働にあたって、立地自治体以外の同意は必要ない[33]。
- 高浜原発の再稼働に賛成[36]。
- 2030年代の原発稼働ゼロを目指す政府の目標を、支持しない[26]。

政治制度
- 政党への企業献金や団体献金は、禁止すべきでない[26]。
- 首相公選制の導入に、「どちらかと言えば反対」[27]。
- 道州制の導入に、「どちらかと言えば反対」[27]。
- 衆議院の選挙制度を中選挙区制に戻すべきとの考えに、「どちらかと言えば賛成」[27]。
- 国会議員の定数を半分に減らすことに「どちらかと言えば賛成」[27]。
- 被選挙権を得られる年齢の引き下げに「どちらかと言えば反対」[31]。

社会・教育
- 治安を守るためにプライバシーや個人の権利が制約されるのは当然だという考えに、「どちらかと言えば賛成」[27][28][31]。
- 特定秘密保護法に賛成[37][38]。特定秘密保護法は日本に必要[29]。特定秘密保護法が成立したことについて「どちらかと言えば評価する」[28]。
- 組織犯罪処罰法に賛成[39]。共謀罪の成立を「どちらかと言えば評価する」[31]。
- 永住外国人に地方参政権を認めることに、反対[27][28]。
- 外国人労働者の受け入れについて、「どちらとも言えない」とする[27][28]。
- 靖国神社に首相が参拝することについては問題ない[29] としつつ、首相には靖国神社に参拝してほしいという考えに対しては「どちらとも言えない」とする[28][31]。
- 村山談話を見直すべき[29]。
- 河野談話を見直すべき[29]。
- 特定の民族や人種に対するヘイトスピーチを法律で規制することに反対[28][29]。
- 選択的夫婦別姓制度導入に、どちらかといえば反対[28][31]。
- 家族のあり方について、2014年のアンケートでは、「夫婦と複数の子どもが揃っているのが基本形だ」という考えにどちらかと言えば近く、「シングルマザーやDINKSなど家族の形は多様でよい」という考えに対してはどちらかと言えば否定的だった[28]。2017年のアンケートでは反対に、「夫婦と複数の子どもが揃っているのが基本形だ」という考えよりも「シングルマザーやDINKSなど家族の形は多様でよい」という考えに近いと回答した[31]。
- 少子化対策として、どちらかと言えば「家庭での育児を支援するほうが効果的だ」とし、「保育所を増やして育児と仕事の両立を支援するほうが効果的だ」という考えに対してはどちらかと言えば否定的[28]。
- 同性婚を法律で認めることに「どちらかと言えば反対」[31]。
- 年金制度は現行方式のままとすべき[26]。
- カジノの解禁について、2014年のアンケートでは「反対」[29] および「どちらかと言えば反対」[28] と回答。
- 大学教育の無償化に反対[40]。
- 受動喫煙防止を目的に飲食店などの建物内を原則禁煙とする健康増進法改正案に反対[41]。

## 所属団体・議員連盟
- 自民党たばこ議員連盟[42]
- 日本会議国会議員懇談会[43]
- 神道政治連盟国会議員懇談会[43]
- みんなで靖国神社に参拝する国会議員の会[43]
- 文化芸術懇話会[44]
- TPP交渉における国益を守り抜く会
- 日本の尊厳と国益を護る会
- 子どもへのワクチン接種とワクチン後遺症を考える超党派議員連盟[45]
- 人権外交を超党派で考える議員連盟 （事務局長）[46]

## 選挙歴
| 当落 | 選挙                     | 執行日         | 年齢 | 選挙区           | 政党       | 得票数    | 得票率 | 定数 | 得票順位 /候補者数 | 政党内比例順位 /政党当選者数 |
| ---- | ------------------------ | -------------- | ---- | ---------------- | ---------- | --------- | ------ | ---- | ------------------ | ---------------------------- |
| 当   | 1999年浜松市議会議員選挙 | 1999年4月11日  | 27   | ーー             | 無所属     | 1万279票  | ーー   | 48   | 1/56               | /                            |
| 落   | 2003年浜松市長選挙       | 2003年4月27日  | 31   | ーー             | 無所属     | 7万9426票 | 38.18% | 1    | 2/3                | /                            |
| 当   | 2007年静岡県議会議員選挙 | 2007年4月8日   | 34   | 浜松市中区選挙区 | 無所属     | 1万4190票 | ーー   | 5    | 4/                 | /                            |
| 当   | 2011年静岡県議会議員選挙 | 2011年4月10日  | 38   | 浜松市中区選挙区 | 無所属     | 1万8412票 | ーー   | 4    | 3/5                | /                            |
| 当   | 第46回衆議院議員総選挙   | 2012年12月16日 | 40   | 滋賀県第1区      | 自由民主党 | 6万7259票 | 34.87% | 1    | 1/5                | /                            |
| 当   | 第47回衆議院議員総選挙   | 2014年12月14日 | 42   | 滋賀県第1区      | 自由民主党 | 7万8567票 | 46.24% | 1    | 1/3                | /                            |
| 当   | 第48回衆議院議員総選挙   | 2017年10月22日 | 45   | 滋賀県第1区      | 自由民主党 | 8万4994票 | 47.70% | 1    | 1/3                | /                            |
| 当   | 第49回衆議院議員総選挙   | 2021年10月31日 | 49   | 滋賀県第1区      | 自由民主党 | 9万7482票 | 52.22% | 1    | 1/2                | /                            |
| 比当 | 第50回衆議院議員総選挙   | 2024年10月27日 | 52   | 滋賀県第1区      | 自由民主党 | 7万33票   | 40.59% | 1    | 2/3                | 3/6                          |